# Remijia sipapoensis
Remijia sipapoensis är en måreväxtart som beskrevs av Julian Alfred Steyermark. Remijia sipapoensis ingår i släktet Remijia och familjen måreväxter. Inga underarter finns listade i Catalogue of Life.